# Netley Marsh
Netley Marsh è un villaggio e parrocchia civile dell'Inghilterra, appartenente alla contea dell'Hampshire.